# 빨간 맛 (Red Flavor)
"빨간 맛 (Red Flavor)"은 대한민국 걸 그룹 레드벨벳의 5번째 EP인 The Red Summer의 타이틀곡이다. SM 엔터테인먼트의 작사가인 켄지가 가사를 맡았고, 대니얼 카이사르와 루드비치 린델이 프로듀싱한 "빨간 맛"은 여름 풍의 바이브가 가미된 댄스 팝 곡이다. 2017년 7월 9일 "The Red Summer"에 수록되어 발매되었으며, 뮤직비디오도 같이 공개되었다.
초기 발매 이후 "빨간 맛"은 훅 부분과 여름 가사에 대한 각인성을 칭찬한 음악 비평가들로부터 긍정적인 평가를 받아왔고, 비평가들의 몇몇 연간 목록에 등장하기도 했다. 대한민국에서도 큰 상업적 성공을 거두어 "빨간 맛"은 가온 디지털 차트에서 처음으로 1위에 진입했고, 빌보드의 Kpop 핫 100에서 가장 높은 순위를 기록했으며, 레드벨벳의 음반 중 5번째로 100만 장 이상 팔린 음반이 되었다. 본국뿐만 아니라 빌보드의 세계 디지털 곡에서 4위를 달성하였고, 필리핀과 일본의 빌보드 차트에서도 처음으로 순위권에 진입했다.

## 배경과 발매
레드벨벳의 네번째 EP인 Rookie가 2월에 나온 이후, SM 엔터테인먼트는 2017년 6월 23일 레드벨벳이 첫 번째 여름 음반을 발매하고 뮤직비디오 촬영을 최근에 마쳤음을 확인시켰다. 6월 30일, 티저 이미지의 첫 묶음이 레드벨벳의 공식 소셜 미디어 계정에 올라왔다. "빨간 맛" 앨범의 제목과 모든 수록곡도 같은 날 공개되었다. 7월 7일 19초의 "빨간 맛" 티저 비디오가 공식 SMTOWN 채널에 올라왔고, 이틀 후 공식 뮤직비디오가 공개되었다. 2017년 7월 9일 EP와 함께 레드벨벳의 공식 디지털 음반이 발매되기 시작했다.

## 구성
"빨간 맛"은 대니얼 카이사르와 루드비히 린델이 프로듀싱했다. 원래 빨간 맛은 영국 걸그룹 Little Mix에게 "Dance With Nobody"라는 제목으로 이 곡을 만들었음을 인터뷰에서 밝혔다. Kpop 시장에서도 노래가 통할 것이라 결정한 이후 합창 이전 부분의 배경 음으로 들을 수 있는 이야 딤베르크의 목소리와 함께 듀오는 데모를 녹음했다. 노래에 녹음된 "빨간 맛"의 가사를 부르는 왜곡된 목소리는 린델 그 스스로가 녹음했다. SM에서 오랫동안 작사가로 일한 켄지가 가사를 맡았다. 가사는 과일들을 언급하며 여름의 사랑에 빠진 소녀를 주제로 담고 있다.
음악적으로, 빌보드의 타마르 헤르만은 이 곡을 드라마틱한 신시사이저와 타악기 멜로디가 어우러진 일렉트로팝으로 분류하며 레드벨벳의 6번째 "Red" 컨셉의 곡으로 분류했다. "빨간 맛"은 분당 125비트의 템포를 가지고 있으며, 가장조의 키로 작곡되었다. 추가적으로 The 405의 체이스 맥멀렌은 이 곡이 박수에 맞춘 그루브와 호른 같은 악기를 포함하고 있기 때문에 독특한 여름 바이브를 준다고 언급했다. 초기에 한국어판으로 발매된 이후 이 곡은 일본어판으로 녹음되기도 했다.

## 프로모션
2014년부터 레드벨벳의 타이틀곡의 안무를 맡은 카일 하나가미가 안무를 담당했다. 성창원 감독이 촬영을 맡은 과일 특성의 뮤직비디오는 레드벨벳 멤버 전원이 사랑에 대해 노래하며 다채로운 여름 주제를 보여주고 있다. 뮤직비디오에서는 멤버들이 홈파티를 하는 모습과 거대한 과일과 인터뷰하는 모습도 보여준다. 레드벨벳 멤버인 조이는 저녁 만찬에서 SM 엔터테인먼트 설립자 이수만과의 회동에 참석해 그에게 제목, 가사, 멜로디, 리듬, 안무에 직접 개입했음을 들었다
디지털 발매 이전까지, "빨간 맛"은 비공식적인 발매로 여겨지는 서울 SMTOWN 콘서트에서 곡을 생방송으로 공연했다. 7월 9일 발매 이후 1시간 뒤 레드벨벳은 인기가요에서 "You Better Know"와 함께 처음으로 공식적인 생방송 공연을 했다. 그들은 더 쇼, 뮤직뱅크, 엠카운트다운, 쇼 챔피언 등에서 지속적으로 공연했고, 2017년 7월 20일 처음으로 "빨간 맛"으로 트로피를 수상했다. 2017년 8월 레드벨벳의 첫 단독 콘서트인 Red Room에서 "빨간 맛"은 전체 곡의 일부로 등장했다. "빨간 맛"은 레드벨벳의 노래 중 처음으로 일본어로 녹음된 곡으로, 2017년 11월 6일 일본에서의 데뷔 공연에서 일본어판 곡을 선보였다.

## 비평
초기의 발매 이후 "빨간 맛"은 음악 비평가들로부터 긍정적인 평가를 받았다. 빌보드의 타마 헤르만은 노래가 "몹시 붐비며 과대하지 않은 프로덕션을 통한 역동적인" 곡이라고 평가했으며, 여름 Kpop의 인상깊은 곡 중 하나가 될 것이라 확신한다고 결론내렸다. 퓨즈의 제프 벤자민은 노래를 이해하기 매우 쉬운 팝으로 묘사하며 쾌활하고 단순한 멜로디라는 평가를 주며 레드벨벳의 가장 다가가기 쉬운 음악 중 하나라고 설명했다. 체이스 맥멀런은 "수월해보이는 팝글라이드"라고 칭찬했고, IZM의 이기선은 레드벨벳의 통합성이 노래 전반에 나타나있는 것에 대해 긍정적으로 반응했다. 더 스타의 체스터 친은 면전의 여름 잼이라고 이를 붙이며 가차없이 마음을 사로잡는 곡이라고 평가했다. 데이즈드 디지털의 테일러 그래스비는 이 곡이 단순히 변덕스러운 해결책이 아니라고 언급했다. 그녀는 합창 부분의 강력한 한 방으로 인해 이 곡이 완벽하게 여름을 이겼다고 주장했다.
"빨간 맛"은 IZM의 올해의 싱글 앨범 10에 포함되었으며 2017년 GQ 코리아 11월 호에서 올해의 노래로 선정되었다. 12월, Osen의 선미경 기자는 2017년 기억에 남은 노래의 목록에 "빨간 맛"을 선정하며 노래의 중독성과 차트에 오래 남은 기록을 강조하며, 곡의 훅 부분이 음악 산업계에서 큰 히트를 쳤다고 말했다. 데이즈드 또한 2017년 최고의 K-pop 노래 20에서 이 곡을 2위로 선정했고, YouTube 한국의 2017년 가장 인기있는 뮤직비디오에서 "빨간 맛"은 1위로 선정되었다. 빌보드의 2017년 최고의 K-pop 노래 20에서 "빨간 맛"은 4위를 차지했다.

## 차트
발매된지 하루 만에 "빨간 맛"은 대한민국 디지털 음원차트 7개와 8개국의 아이튠 디지털 차트에서 정상을 차지했다. 2017년 7월 셋째 주에 가온 디지털 차트에서 가장 높은 순위에 오른 빨간 맛은 레드벨벳의 디지털 음반 히트곡 1순위가 되었다. 가온 디지털 차트에서 291,463회의 다운로드를 기록한 "빨간 맛"은 첫 주에 레드벨벳의 다장 많이 팔린 음반이 되었다. 2017년 12월, "빨간 맛"은 100만 번 이상 다운로드되었으며, 레드벨벳의 5번째 밀리언셀러 음반이 되었다. 현재 이 곡은 러시안 룰렛 (Russian Roulette)의 뒤를 이어 2번째로 히트를 친 곡이다. 빌보드의 Kpop 핫 100에서는 2위에 달성했는데, 이로 인해 레드벨벳은 처음으로 상위 5위권에 진입했고, 새로 작성된 차트 목록에서 가장 높은 순위를 기록했다.
대한민국 이외의 국가에서, 미국의 빌보드 세계 디지털 곡에서 "빨간 맛"은 데뷔 이후 "행복 (Happiness)"과 "Rookie"에 뒤이어 세번째로 4위를 기록했다. 한국어판의 노래 역시 빌보드 필리핀 핫 100에서 24위를 기록했고 일본 핫 100에서는 25위를 기록했으며, 이는 처음으로 레드벨벳의 노래가 순위권에 오른 사례이다.

## 같이 보기
- 2017년 가온 디지털 차트 1위 목록